# Mountfield

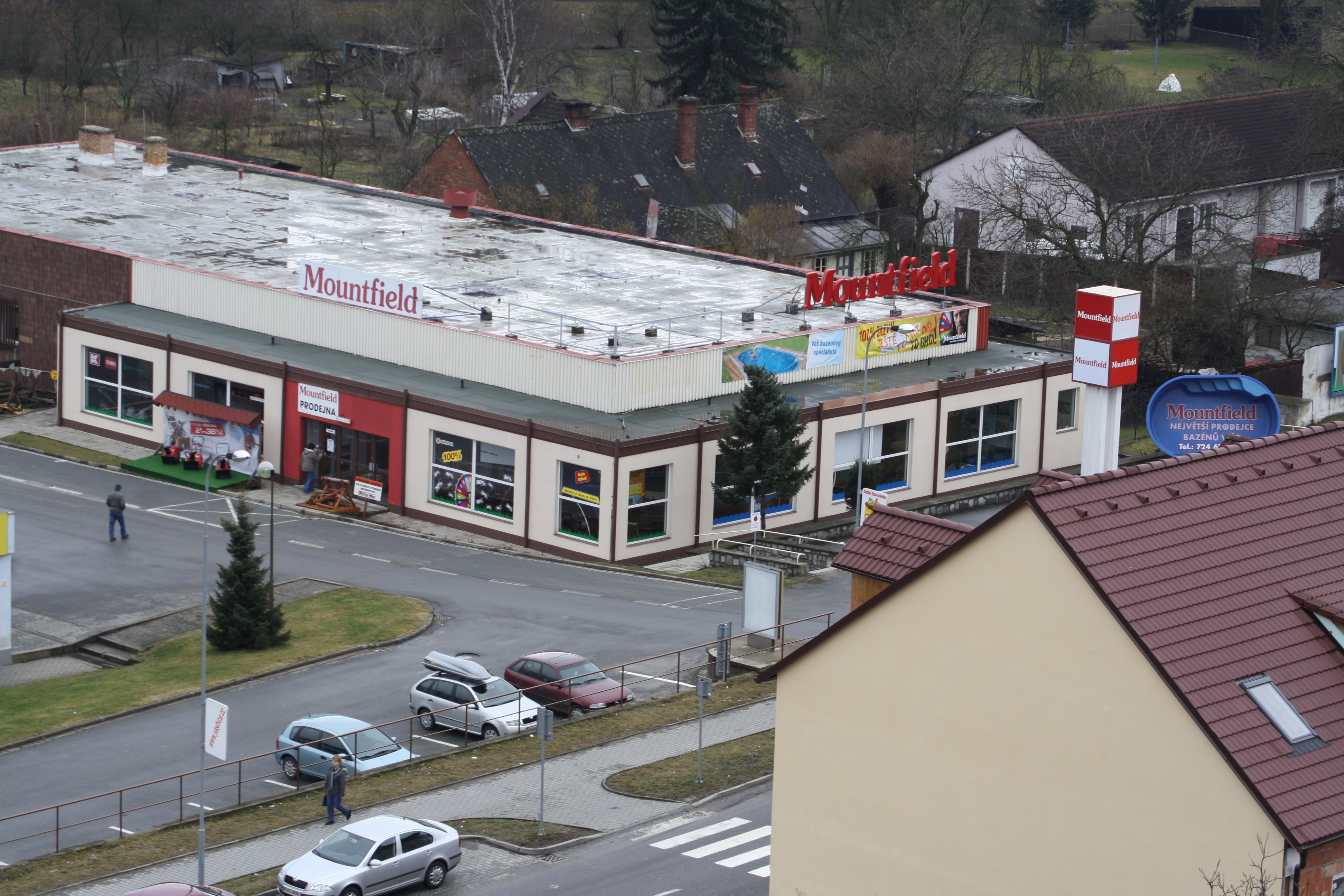
Prodejna Mountfield v bývalém domě nábytku v Třebíči.

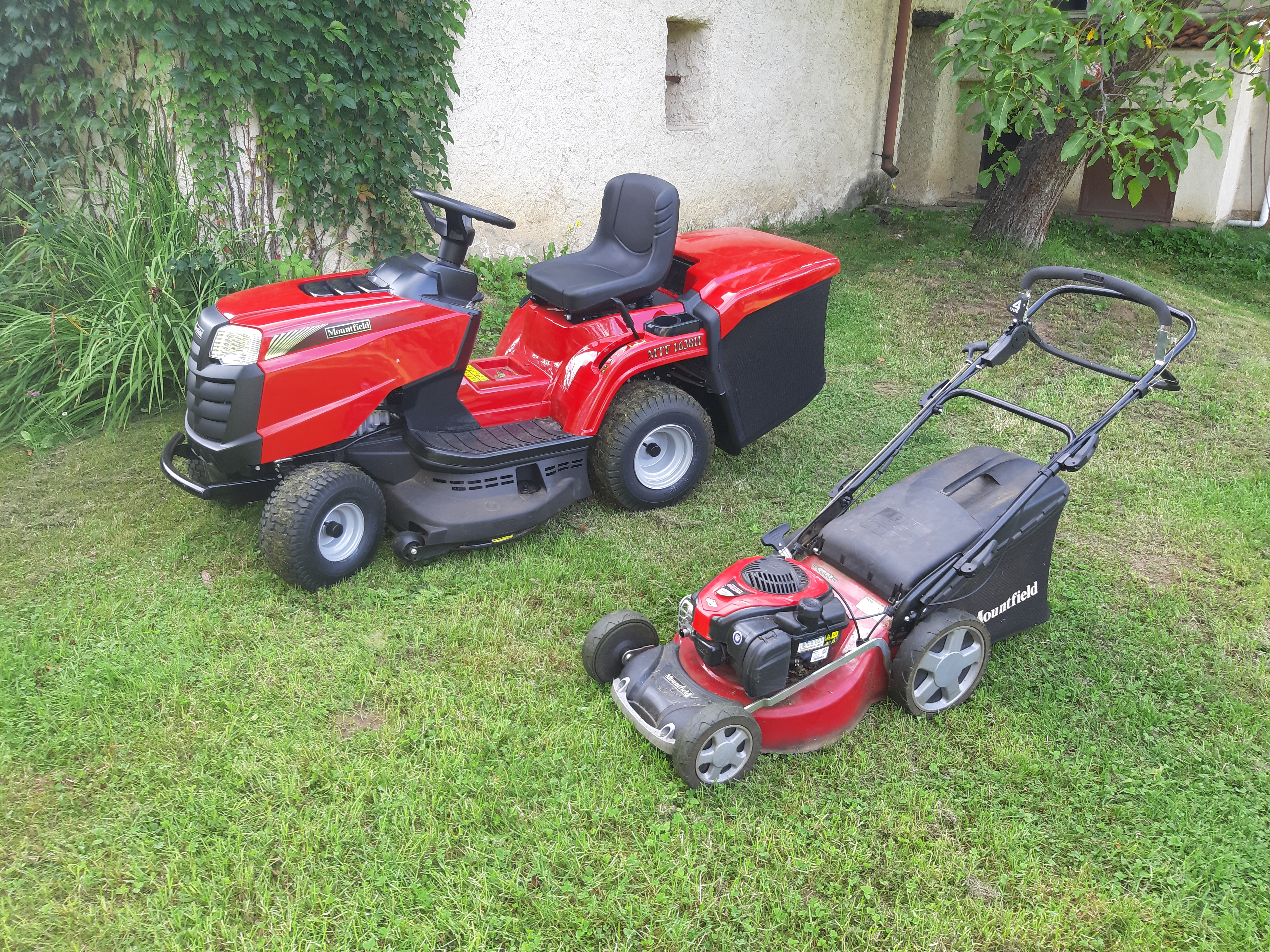
Sekačky Mountfield (2021)

Mountfield je maloobchodní obchodní řetězec v oboru potřeb pro zahrady působící na českém trhu od roku 1991. Dále společnost nabízí bazény včetně zastřešení, sekačky, krbová kamna, zahradní nábytek, motorové pily, křovinořezy, infrasauny, elektrokola, krmivo pro psy a kočky a mnoho dalšího.

## Historie společnosti
V roce 1991 byla v Mnichovicích u Prahy otevřena první prodejna tohoto řetězce a vzápětí poté začala budovat další a zvyšovat i roční obrat. V roce 1998 se společnost transformovala na akciovou společnost, v roce 2001 zahájila prodej i přes internet a v roce 2004 vybudovala nové obchodní a logistické centrum u dálnice D1. Zde uvádí společnost svou hlavní adresu. Nyní má na českém trhu 57 prodejen. Po vzoru ostatních velkých řetězců v České republice zavedla sedmidenní prodejní dobu. V roce 2009 měla společnost roční obrat vyšší než 3 miliardy Kč.
Společnost založil Ivan Drbohlav. V současné době provozuje 57 prodejen v Česku a 18 na Slovensku. Má celkem 1 800 zaměstnanců.
Roku 2016 koupila podíl, ve výši 71,5 % akcií společnosti, hongkongská investiční společnost Eurasia Development Group Limited.
Aktuálně jsou akcie zpět v držení českých majitelů, přičemž oficiální uvedený důvod pro zrušení kontraktu bylo, podle vyjádření Mountfieldu, nedodržení dohodnutých termínů úhrad zakoupených akcií a po dohodě došlo nakonec k převodu pouze 2,8 procenta akcií na Číňany.
Společnost má tak v současnosti devět akcionářů a většinový podíl opět drží původní zakladatel Ivan Drbohlav.

## Seznam prodejen[3]
Prodejny má Mountfield v těchto místech:
- Benešov
- Boskovice
- Brno-Olympia
- Brno-Skandinávská
- Česká Lípa
- České Budějovice
- Český Těšín
- Čestlice - nová prodejna místo D1 - exit 15
- Chotěšov – prodejna zrušena
- Stod u Plzně – nová prodejna místo Chotěšova
- D1 – exit 15 - prodejna zrušena
- Děčín
- Frýdek-Místek
- Hlučín - prodejna zrušena
- Hodonín
- Hradec Králové
- Jaroměř
- Jesenice u Rakovníka
- Jihlava
- Jindřichův Hradec
- Kladno
- Klatovy
- Kolín
- Liberec
- Litoměřice
- Litomyšl
- Mělník
- Mikulov
- Mladá Boleslav
- Mnichovice
- Mohelnice
- Most
- Nymburk
- Olomouc
- Opava
- Ostrava - Avion
- Ostrava OC Géčko
- Pardubice
- Pelhřimov
- Písek
- Plzeň
- Plzeň II
- Praha-Černý Most
- Praha-Holešovice
- Praha-Butovice
- Přerov
- Příbram
- Sokolov
- Staré Město u Uh. Hradiště
- Stod
- Strakonice
- Šumperk
- Tábor
- Teplice
- Třebíč
- Valašské Meziříčí
- Vrchlabí
- Vyškov
- Zlín – Malenovice
- Znojmo
- Žďár nad Sázavou

## Nabídka služeb
Obdobně jako některé další řetězce nabízí zákazníkům dopravu a zprovoznění zakoupené techniky, nabízí splátkový prodej i protiúčty, zřízení věrnostních vkladních knížek (nyní jsou nahrazeny věrnostní kartou – od roku 2013).

## Propagace
Společnost velmi využívá možností propagace v televizi, různé zákaznické soutěže o ceny – předsezónní slevovou akci (Kolo štěstí), vydává reklamní katalogy, inzeruje v jiných tiskovinách, má své internetové stránky. V roce 2006 se stala společnost generálním sponzorem extraligového hokejového klubu v Českých Budějovicích – HC Mountfield České Budějovice a taky Slovenského hokejového klubu MHC Martin. V roce 2013 se firma nedohodla s městem České Budějovice a Budějovickým Budvarem na podmínkách smluv a odešla s extraligovou licencí i s celým mužstvem do Hradce Králové, kde spolu s městem vytvořili novou akciovou společnost Mountfield HK. Jednu z reklamních kampaní údajně parodující Židy musela společnost předčasně z televize stáhnout.

## Konkurence
V průzkumech oblíbenosti řetězců na českém trhu, uveřejňovaných např. v časopise Obchodník roku, se umístil Mountfield na čtvrtém místě v kategorii Hobbymarket 2008, když prvenství si odnesl OBI, druhý byl Hornbach a třetí Baumax.
Mountfield je ale specializovaný maloobchodní prodejce a jeho srovnání s plnohodnotnými hobby markety není relevantní. Společnost investuje i do dalších společností. V roce 2017 např. zakoupila 79% podíl v české společnosti Marimex, s.r.o.